# Heteroconis serripyga
Heteroconis serripyga is een insect uit de familie van de dwerggaasvliegen (Coniopterygidae), die tot de orde netvleugeligen (Neuroptera) behoort. 
De wetenschappelijke naam Heteroconis serripyga is voor het eerst geldig gepubliceerd door Meinander in 1972.